# Vendiske hansestæder
De vendiske hansestæder var navnet på en gruppe byer i Hanseforbundet. Gruppen bestod af:
1. Anklam,
2. Demmin,
3. Greifswald,
4. Hamburg,
5. Kiel,
6. Lübeck,
7. Rostock,
8. Stralsund og
9. Wismar med Lübeck som den vigtigste. De vendiske hansestæder dominerede i høj grad handlen på Østersøen, indtil købmænd fra Holland og England mod middelalderens slutning begyndte at spille en større rolle.

En anden gruppe af byer i Hanseforbundet var de preussiske hansestæder, der blandt andet omfattede Gdańsk.